# Disruptionrådet
Disruptionrådet eller Partnerskabet for Danmarks fremtid, var et råd nedsat af regeringen i 2017.
Formålet er, frem til udgangen af 2018, at  drøfte, analysere og komme med forslag til, hvordan danske virksomheder og danskerne er godt rustet til fremtiden og fremtidens arbejdsmarked.
Statsministeren er formand for Disruptionrådet der består af syv ministre, finansministeren, erhvervsministeren, beskæftigelsesministeren, økonomi- og indenrigsministeren, uddannelses- og forskningsministeren, undervisningsministeren og innovationsministeren. Derudover har udenrigsministeren og justitsministeren mulighed for at deltage i arbejdet. 
Desuden er der 32 faste medlemmer fra virksomheder, arbejdsmarkedets parter, eksperter samt en repræsentant for de unge i Danmark.
Den 7. februar 2019 blev det sidste planlagte møde afholdt. Herefter meddelte regeringen at rådet ville fortsætte, dog kun med ét årligt møde. Indtil da havde rådet kostet staten i omegnen af tre millioner kr. 

## Faste medlemmer[3]
- André Rogaczewski, CEO og partner hos Netcompany
- Astrid Simonsen Joos, CEO i Philips Lighting Nordics
- Bente Sorgenfrey, formand for FTF
- Birgit Aaby, iværksætter og indehaver af Combi Service
- Brian Mikkelsen, adm. direktør i Dansk Erhverv
- Caroline Søeborg Ahlefeldt-Laurvig-Bille, erhvervskvinde og bestyrelsesmedlem af COOP
- Carsten Stendevad, Senior fellow hos Bridgewater Associates
- Christiane Vejlø, digital trendanalytiker og CEO hos Elektronista Media
- Claus Jensen, formand for Dansk Metal
- Esben Østergaard, CTO i Universal Robots
- Gregers Wedell-Wedellsborg, koncerndirektør i COOP Danmark
- Hella Joof, filminstruktør, skuespiller og komiker
- Jacob Holbraad, adm. direktør i Dansk Arbejdsgiverforening
- Jais Valeur, Group CEO i Danish Crown
- Jan Damsgaard, professor ved Institut for Digitalisering, Copenhagen Business School
- Jan Grimstrup, tillidsmand hos KP Komponenter
- Jens Klarskov, adm. direktør i Dansk Erhverv
- Jørgen Vig Knudstorp, Executive Chairman hos LEGO Brand Group
- Karsten Dybvad, adm. direktør i Dansk Industri
- Kasper Sand Kjær, formand for Dansk Ungdoms Fællesråd (DUF)
- Kigge Hvid, CEO i INDEX: Design to Improve Life
- Kim Simonsen, formand for HK
- Lizette Risgaard, formand for LO
- Marianne Steensen, CEO i Microsoft Danmark og Island
- Niels B. Christiansen,  CEO i LEGO Group
- Per Christensen, formand for 3F
- Pernille Erenbjerg, adm. direktør i TDC
- Philipp Schröder, professor ved Institut for Økonomi, Aarhus Universitet
- Stina Vrang Elias, adm. direktør i DEA
- Søren Skou, Group CEO i A.P. Møller Mærsk A/S
- Thomas F. Borgen, adm. direktør i Danske Bank
- Vibeke Svendsen, adm. direktør og partner hos Envotherm